# Mostostal Warszawa
Mostostal Warszawa – polskie przedsiębiorstwo budowlane z siedzibą w Warszawie, notowane na Giełdzie Papierów Wartościowych. Wykonuje prace z zakresu budownictwa ogólnego, przemysłowego, inżynierskiego, drogowego i ekologicznego. Spółka Mostostal wchodzi w skład hiszpańskiej grupy Acciona.

## Struktura
Przedsiębiorstwo jest podmiotem dominującym grupy kapitałowej, w skład której wchodzą:
- Mostostal Kielce SA (KRS 0000037333) z siedzibą w Kielcach;
- AMK Kraków SA (KRS 0000053358) z siedzibą w Krakowie;
- Mostostal Płock SA (KRS 0000053336) z siedzibą w Płocku;
- Mostostal Power Development Sp. z o.o. (KRS 0000480032) z siedzibą w Warszawie[2].

## Działalność

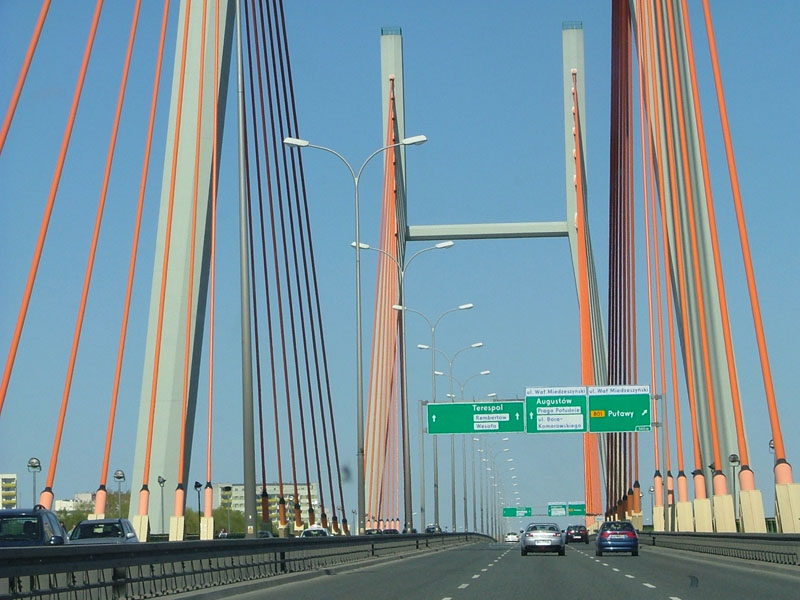
Most Siekierkowski, jeden z projektów zrealizowanych przez spółkę w Warszawie.

Mostostal Warszawa SA działa głównie jako generalny wykonawca projektów budowlanych, wykonując prace projektowe i realizując obiekty budownictwa ogólnego, przemysłowego, inżynierskiego, ekologicznego i drogowego. 
Zrealizowane budowy to między innymi:
- warszawskie mosty: Siekierkowski i Świętokrzyski;
- most św. Rocha w Poznaniu[3];
- elektrownia „Narva” w Estonii;
- Elektrownia Turów w Bogatyni;
- fabryka pralek spółki Amica Wronki;
- terminal przeładunkowy w gdyńskim porcie;
- zbiornik kulisty o objętości 10 tys. m³ w Berlinie[4];
- oczyszczalnie ścieków w Ostrołęce, Warszawie, Krośnie i Otwocku.
- spalarnie śmieci w Szwajcarii, Szwecji i Niemczech[5];
- obwodnice Kamiennej Góry i Wolina[6];
- kilka budynków i osiedli mieszkaniowych w Warszawie i Wrocławiu[7];
- budowa mostu nad Odrą w ciągu autostrady A8 (Autostradowa Obwodnica Wrocławia)[8];
- Centrum Kulturalno-Kongresowe Jordanki w Toruniu[9];
- Stadion Miejski w Tychach;
- Aquapark wodny w Tychach;
- Arena Legionowo – Hala sportowo-widowiskowa w Legionowie;
- Zbiornik Niewiadoma;
- Stadion Miejski we Wrocławiu – inwestycja zrealizowana tylko w części. 30 grudnia 2009 roku inwestor wypowiedział umowę ze względu na opóźnienia w realizacji inwestycji;
- Szkoła Podstawowa na warszawskim Wilanowie[10];
- Rozbudowa fabryki Autoliv w Jelczu- Laskowicach[10];
- Rewitalizacja pofabrycznego kompleksu przy ul. Sienkiewicza 75/77 w Łodzi[10];
- Zbiorniki magazynowe w Bazach Paliw w Koluszkach, Nowej Wsi Wielkiej i Dębogórzu[10];
- Wydział Architektury i Wydział Inżynierii Zarządzania Politechniki Poznańskiej[10];
- Miejska Biblioteka Publiczna w Piotrkowie Trybunalskim[10];
- Rozbudowa Specjalistycznego Miejskiego Szpitala w Krakowie[10];
- Obwodnica Stalowej Woli i Niska[10];
- Obwodnica Strzyżowa w województwie podkarpackim[10];
- Dom studencki BaseCamp w Katowicach[10].

## Historia
Przedsiębiorstwo powstało w 1945, jego pierwszym projektem była odbudowa mostu Poniatowskiego. W dalszych latach działalności realizowało budynki przemysłowe, handlowe i użyteczności publicznej. Pierwszym projektem zagranicznym był zbiornik kulisty gazu w Berlinie, wykonany w 1973. W 1991 przedsiębiorstwo zostało przekształcone w spółkę akcyjną i sprywatyzowane. Od 14 października 1993 jego akcje są notowane na Giełdzie Papierów Wartościowych w Warszawie. W 1994 rozpoczęło budowę własnej grupy kapitałowej. We wrześniu 1998 roku przedsiębiostwo przejęło od skarbu państwa spółkę Mieleckie Przedsiębiorstwo Budowlane (MPB). W 1999 połączyło się kapitałowo z hiszpańską grupą Acciona.

## Akcjonariat
Według danych ze strony głównej Mostostalu Warszawa z lutego 2023 r.
| Nazwa                                         | Liczba głosów | Udział |
| --------------------------------------------- | ------------- | ------ |
| Acciona Construcción SA                       | 12 426 388    | 62,13% |
| Otwarty Fundusz Emerytalny PZU "Złota Jesień" | 3 826 194     | 19,13% |
| Pozostali                                     | 3 747 418     | 18,74% |